# MTV Video Music Brasil 2001
O Video Music Brasil 2001 foi a sétima edição da premiação realizada pela MTV Brasil. Ocorreu em 16 de agosto de 2001 e foi transmitido ao vivo de São Paulo. Esta edição foi apresentada pelo então VJ Marcos Mion. Concorriam clipes nacionais produzidos entre junho de 2000 e maio de 2001.

## Categorias
| Categoria                       | Vencedor                                                                                                  | Indicados |
| ------------------------------- | --- | --- |
| Videoclipe do Ano               | O Rappa — O Que Sobrou do Céu                                                                             | - AD — AD#27 (Get Down) - Charlie Brown Jr. — Rubão, o Dono do Mundo - Gabriel, o Pensador — Até Quando? - Sandy & Junior — Enrosca |
| Escolha da Audiência            | Charlie Brown Jr. — Rubão, o Dono do Mundo                                                                | - Adriana Calcanhotto — Devolva-me - Ana Carolina — Quem de Nós Dois - Catedral — Eu Amo Mais Você - Cogumelo Plutão — Esperando na Janela - Falamansa — Rindo à Toa/Xote dos Milagres - Jay Vaquer — A Miragem - Jota Quest — O Que Eu Também Não Entendo - KLB — Ela Não Está Aqui - Mary's Band — Happy Birthday - Maurício Manieri — Primavera - Os Paralamas do Sucesso — Aonde Quer Que Eu Vá - Patrícia Coelho — O Meu Sangue Ferve por Você - O Rappa — O Que Sobrou do Céu - Rumbora — O Mapa da Mina - Sandy & Júnior — A Lenda - Skank — Balada do Amor Inabalável - Tihuana — Que Vês? - Twister – 40 Graus - Wanessa Camargo - O Amor Não Deixa |
| Artista Revelação               | Bidê ou Balde — Melissa                                                                                   | - AfroReggae — Capa de Revista - Falamansa — Rindo à Toa/Xote dos Milagres - KLB — Ela Não Está Aqui - O Surto — A Cera |
| Videoclipe de Pop               | Pato Fu — Eu                                                                                              | - Gabriel, o Pensador — Até Quando? - Rita Lee — Erva Venenosa - Sandy & Junior — Enrosca - Skank — Ela Desapareceu |
| Videoclipe de Rock              | Charlie Brown Jr. — Rubão, o Dono do Mundo                                                                | - Herbert Vianna e Cássia Eller — Mr. Scarecrow - Pavilhão 9 — Trilha do Futuro - O Rappa — O Que Sobrou do Céu - Rumbora — O Mapa da Mina |
| Videoclipe de Rap               | MV Bill — Soldado do Morro                                                                                | - Criminal D — Carro Cinza - Rappin' Hood — Sou Negrão - Somos Nós a Justiça — Viajando na Balada - Xis — Bem Pior |
| Videoclipe de MPB               | Marisa Monte — O Que Me Importa                                                                           | - Adriana Calcanhotto — Devolva-me - Ivete Sangalo — A Lua Q Eu T Dei - Max de Castro — Onda Diferente - Moreno+2 — Arrivederci |
| Videoclipe de Música Eletrônica | DJ Marky — Tudo                                                                                           | - AD — AD#27 (Get Down) - BPM — Autumn Leaves - Drumagick — Funquiada - Golden Shower — Total Control |
| Democlipe                       | Feijão com Arroz — Joe Camarada                                                                           | - Diesel — 4D - Los Pirata — Nada - Radar Tantã — Rol - The Dead Billies — I Can’t Help Myself from Getting It On |
| Direção em Videoclipe           | O Rappa — O Que Sobrou do Céu (Diretores: Kátia Lund/André Horta)                                         | - AD — AD#27 (Get Down) (Diretor: Jarbas Agnelli) - Charlie Brown Jr. — Rubão, o Dono do Mundo (Diretores: Chico Abreia/Caio Abreia/Manitou Felipe) - Gabriel, o Pensador — Até Quando? (Diretores: Oscar Rodrigues Alves/Nando Cohen) - Sandy & Junior — Enrosca (Diretor: Hugo Prata) |
| Edição em Videoclipe            | Gabriel, o Pensador — Até Quando? (Editores: Oscar Rodrigues Alves/Rogério Ferreira Alves/Daniel Rezende) | - Charlie Brown Jr. — Rubão, o Dono do Mundo (Editor: Marcelo Moraes) - Cidade Negra — A Flecha e o Vulcão (Editor: Daniel Rezende) - Sandy & Junior — Enrosca (Editor: Daniel Rezende) - Skank — Ela Desapareceu (Editora: Ana Paula Catarino) |
| Direção de Arte em Videoclipe   | AD — AD#27 (Get Down) (Diretor de arte: Jarbas Agnelli)                                                   | - Mundo Livre S/A — Melô das Musas (Diretor de arte: Christiano Metri) - Pato Fu — Eu (Diretor de arte: Beto Grimaldi) - Rita Lee — Erva Venenosa (Diretora de arte: Kiti Duarte) - Sandy & Junior — Enrosca (Diretores de arte: Beto Grimaldi/Marcelo Presotto) |
| Fotografia em Videoclipe        | O Rappa — O Que Sobrou do Céu (Diretor de fotografia: André Horta)                                        | - Charlie Brown Jr. e Negra Li — Não é Sério (Diretor de fotografia: Jacques Cheuiche) - Herbert Vianna e Cássia Eller — Mr. Scarecrow (Diretor de fotografia: Fábio Sagattio) - Os Paralamas do Sucesso — Aonde Quer Que Eu Vá (Diretor de fotografia: Ricardo Della Rosa) - Zélia Duncan — Me Revelar (Diretor de fotografia: Flávio Zangrandi) |
| Website                         | Raimundos — www.raimundos.org                                                                             | - Bidê ou Balde — www.bideoubalde.com.br - Ed Motta — www.edmotta.com - Karnak — www.karnak.com.br - Max de Castro — www.maxdecastro.com.br |

## Shows
- Gabriel O Pensador e Afroreggae - Até Quando?
- Cássia Eller, Rita Lee, Nando Reis e Roberto de Carvalho - Top Top
- Natiruts e Rodolfo Abrantes - Homem do Povo
- Rappin Hood - Sou Negrão
- Charlie Brown Jr. - Não é Sério/Rubão, o Dono do Mundo
- O Rappa e Sepultura - Ninguém Regula a América